# Amelie Möllmann
Amelie Möllmann (* 22. Mai 2001 in Bonn) ist eine deutsche Handballspielerin auf der Position der rechten Rückraumspielerin und alternativ auf der Rechtsaußenposition. In der Disziplin Beachhandball ist sie als Rechtsaußen deutsche Nationalspielerin und gewann mit der Mannschaft 2021/22 binnen weniger als einem Jahr den Titel bei den Europa- und Weltmeisterschaften und den World Games.

## Persönliches
Amelie Möllmann besuchte von 2010 bis 2018 das Gymnasium Julianum in Helmstedt, wo sie auch ihr Abitur ablegte. Sie hat eine jüngere Schwester. Für ihre Leistungen erhielt sie ein Online Stipendium für herausragende schulische Leistungen von e-fellows. Für ihr Vermögen, Leistungssport und schulische Ausbildung gleichzeitig auf höchstem Niveau zu meistern, erhielt sie 2018 den Pierre-de-Coubertin-Preis des Niedersächsischen Ministeriums für Wissenschaft und Kultur. An das Abitur schloss sich bis 2019 ein Kurzstudium am Greystone College in Vancouver an, das Möllmann mit einem Diplom in International Business Management abschloss. Nach der Rückkehr begann sie an der Universität Mannheim ein Studium der Betriebswirtschaftslehre, das sie 2021/22 für ein Auslandssemester an die Universität Pompeu Fabra in Barcelona führte. Zudem war sie 2021/22 ein Jahr lang Werkstudentin bei SAP in Walldorf. 2022 schloss Möllmann ihr Studium an der Universität in Mannheim mit einem Bachelor of Science ab, zudem wurde sie in das SAP Fast Track Talent Relationship Program aufgenommen, um ihre Leistungen als Werkstudentin zu würdigen. Gefördert wurde sie seit 2019 durch ein Spitzensport-Stipendium der Metropolregion Rhein Neckar der Dietmar Hopp Stiftung.

## Hallenhandball
Möllmann begann 2007 mit dem Handballsport beim HSV Warberg/Lelm. Nach einem Zwischenspiel von 2014 bis 2016 bei JSG Allertal ging sie 2017 zum TV Hannover-Badenstedt und spielte dort für die U-Mannschaften, mit denen sie sowohl mit der B- als auch der A-Jugend Niedersachsenmeister wurde und 2018 mit der B-Jugend das Viertelfinale um die deutsche Meisterschaft erreichte. 2019 wechselte sie zu den „Kurpfalz Bären“ der TSG Ketsch, wo damals auch ihre Beachhandball-Nationalmannschaftskollegin Cara Reuthal spielte. Die Mannschaft hatte gerade den Aufstieg in die Handball-Bundesliga geschafft, konnte die Klasse 2021 aber nicht mehr halten und spielt mittlerweile in der 2. Bundesliga.

## Beachhandball

### Juniorin
Ihre erste internationale Meisterschaft im Beachhandball bestritt Möllmann bei den Europameisterschaften 2016 (U 16) in Nazaré für die Deutsche Nachwuchs-Nationalmannschaft, wo sie mit der deutschen Mannschaft den achten Platz und damit die schwächste Platzierung einer deutschen Nachwuchs-Nationalmannschaft erreichte. Möllmann bestritt alle möglichen sechs Spiele und erzielte 24 Punkte, allein zehn davon im ersten Spiel gegen Griechenland, wo sie gemeinsam mit Toni-Luisa Reinemann beste deutsche Werferin war.
Weitaus besser verlief die Junioren-EM 2017 (U 17) am Jarun-See in Zagreb, Möllmann gewann mit der deutschen Mannschaft die Bronzemedaille nach einer Niederlage im Halbfinale gegen die Niederlande und einem Sieg im Spiel um die Bronzemedaille gegen Ungarn. Möllmann bestritt alle acht möglichen Partien und erzielte nach Isabel Kattner mit 49 Punkten die zweitmeisten ihres Teams. In der Vorrunde erzielte sie gegen Ungarn mit zehn Punkten die meisten aller deutschen Spielerinnen in dem Spiel, bei den noch knapp siegreichen Ungarinnen kam Rebeka Benzsay gar auf 18 Punkte. Beim im Shootout verlorenen Halbfinale war sie neben Kattner mit neun Punkten beste deutsche Scorerin.
2018 trat Möllmann zum dritten Mal mit der deutschen Junioren-Nationalmannschaft bei einer Junioren-EM (U 18) an. In Ulcinj gewann sie mit der Mannschaft wie schon im Vorjahr die Bronzemedaille. Fast alle Spielerinnen des Teams sollten 2019 oder 2021 in die A-Nationalmannschaft aufgerückt sein. Möllmann bestritt erneut alle möglichen sechs Spiele und war mit 45 erzielten Punkten nach Kattner und Lena Klingler drittbeste deutsche Torschützin des Turniers. Allein 20 der Punkte erzielte sie als beste Torschützin des Spiels erneut in der Vorrunde gegen Griechenland. Im Finale war sie mit elf erzielten Punkten drittbeste Scorerin nach Kattner und Klingler, die beide je einen Punkt mehr erzielt hatten.

### A-Nationalspielerin
Nachdem Möllmann, obwohl sie zum erweiterten Kreis gehört hatte, zur EM 2019 noch keine Berücksichtigung für endgültigen den deutschen Kader gefunden hatte, rückte sie danach in den Kader der A-Nationalmannschaft auf. Ihr erstes Turnier war der Kanaren-Cup 2021 vor der EM des Jahres, den Möllmann mit Deutschland nach Startproblemen für sich entscheiden konnte. Der Start in die EM in Warna gegen Rumänien, Portugal und die Niederlande verlief erfolgreich, alle drei Spiele konnte glatt gewonnen werden und die Vorrunde als Gruppenerste abgeschlossen werden. Im ersten Spiel war Möllmann gemeinsam mit Sarah Irmler und Isabel Kattner mit je acht erzielten Punkten beste Werferin. Gegen Portugal erzielte nur Kattner mit zehn Punkten einen mehr als Möllmann. Auch gegen die Niederlande war sie gemeinsam mit Michelle Schäfer mit sechs erzielten Punkten zweitbeste Torschützerin nach Kattner. In der Hauptrunde folgten weitere 2:0-Siege gegen Frankreich, Griechenland und Polen. Einmal mehr spielte Möllmann besonders erfolgreich gegen Griechenland, in dem Spiel erzielte sie mit zehn Punkten die zweitmeisten Deutschlands hinter Amelie Bayerl. Im Viertelfinale musste die deutsche Mannschaft erstmals im Turnierverlauf gegen die Ungarinnen ins Shootout, Möllmann war mit Klingler mit zehn erzielten Punkten erneut zweitbeste Werferin nach Kattner. Auch das Halbfinale gegen Spanien wurde erst im Shootout entschieden. Damit erreichte Deutschland erst das dritte Mal nach 2006 und 2007 das EM-Finale. Dort wurde der amtierende Europameister Dänemark klar in zwei Sätzen bezwungen und Deutschland wurde das zweite Mal nach der Heim-EM 2006 in Cuxhaven Europameister. Überragende Spielerin des Finales war Möllmann, die 26 Punkte und damit mehr als die Hälfte der deutschen Mannschaft erzielte. Sie bestritt alle neun Turnierspiele und erzielte dabei mit 80 die meisten Punkte aller deutschen Spielerinnen. Zudem war sie die 13. der Torschützenliste. Der Sieg bei der EM brachte die Qualifikation für die WM 2022 sowie die World Games 2022.

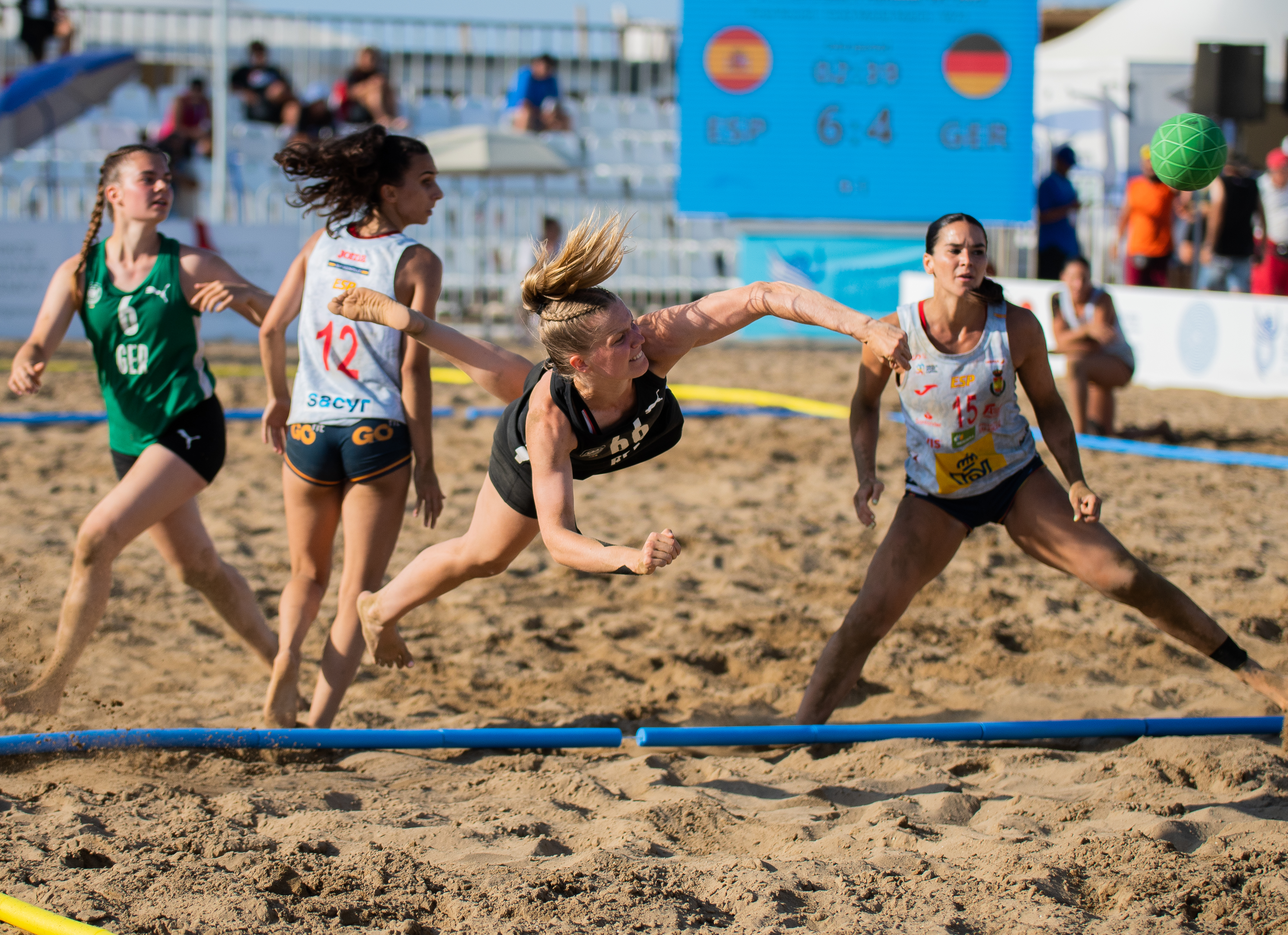
Möllmann beim Torwurf im Finale gegen Spanien bei der WM 2022; im Hintergrund von links Michelle Schäfer (#6), Inoa Lucio Garcia (#12), Luisa García Toro (#15)

Die Weltmeisterschaften 2022 in Iraklio auf Kreta wurden zum sportlichen Glanzstück. Die Vorrunde begann mit einem deutlichen 2-Satz-Sieg über die Weltklasse-Mannschaft Brasiliens. Es folgte ein klarer Sieg über Ungarn, Möllmann erzielte elf Treffer, nur Kattner traf öfter. Auch beim dritten klaren Vorrundensieg über Norwegen zeigte sie sich treffsicher und erzielte gemeinsam mit Kattner mit 12 Punkten die meisten der deutschen Spielerinnen. Am dritten Tag gab es in der Hauptrunde zwei Spiele gegen Mannschaften aus Südamerika, zunächst Uruguay, dann Argentinien. Auch diese Spiele wurden deutlich in zwei Sätzen gewonnen. Gegen Uruguay traf Möllmann zu 16 Punkten und damit mit Abstand am häufigsten. Das letzte Hauptrundenspiel gegen die Niederlande brachte den sechsten deutlichen Sieg. Im Viertelfinale besiegte die junge deutsche Mannschaft Portugal, Möllmann und Klingler trafen jeweils mit acht zu den meisten Punkten. Auch im Halbfinale setzte sich Deutschland wie schon in der Hauptrunde klar und deutlich gegen die Niederländerinnen durch, mit 13 Punkten war Mölmann wieder beste deutsche Scorerin. In einem hart umkämpften Finale gegen Spanien gewann Deutschland auch das letzte Turnierspiel, ohne einen Satz zu verlieren. Die Siegtreffer fielen in beiden Sätzen als Golden Goals. Möllmann und Klingler waren mit je acht erzielten Punkten zweitbeste Werferinnen nach Schäfer. Mit 91 erzielten Punkten war Möllmann wieder die beste deutsche Torschützin des Turniers und wurde 18. der Torschützenliste. Zudem wurde sie als beste Rechtsaußen in das All-Star-Team der WM gewählt.
Nicht einmal drei Wochen nach dem WM-Triumph gehörte Möllmann zum fast unveränderten deutschen Aufgebot für die World Games in Birmingham. Das ohnehin recht kleine Starterfeld war aufgrund der kurzfristigen Ausfälle der Vertretungen aus Dänemark und Vietnam auf nur noch sechs Teams zusammen geschrumpft, wobei der sehr jungen deutschen Mannschaft nach den Erfolgen zuletzt die Favoritenrolle zukam. Nach einem klaren Sieg über Mexiko musste Deutschland im Spiel gegen Argentinien erstmals seit langem wieder in ein Shootout, das gewonnen wurde. Nachdem im ersten Spiel noch Kattner beste und Möllmann mit 12 erzielten Punkten zweitbeste Werferin war, war sie gegen Argentinien mit 16 Punkten die erfolgreichste deutsche Spielerin. Auch im dritten Vorrundenspiel gegen Norwegen, neben Argentinien der einzige echte Konkurrent um die Medaillen, musste Deutschland in den Shootout, der erneut gewonnen wurde. Möllmann traf wieder als beste deutsche Torschützin, dieses Mal zu 18 Punkten. Gegen Australien, das nur mit einer Reservemannschaft angetreten war, traf sie 12-mal, nur Schäfer war erfolgreicher. Das letzte Vorrundenspiel gegen die USA brachte einen weiteren klaren Sieg mit einer Möllmann, die mit 13 Punkten erneut beste deutsche Torschützin war. Gegen dieselben Gegner wurde auch das Halbfinale gespielt, erneut wurde die USA klar besiegt und Möllmann war mit 20 erzielten Punkten beste Werferin. Die enge Partie, in der sehr wenige Tore geworfen wurden, wurde in zwei Sätzen von Deutschland gewonnen. Beide Sätze wurden durch ein Golden Goal entschieden. Nachdem im ersten Satz Isabel Kattner den entscheidenden Treffer setze, war es im finalen Satz Möllmann, die nicht nur den Satz und das Spiel, sondern auch das Turnier damit für Deutschland entschied. Mit elf erzielten Punkten war sie zudem beste Werferin des Spiels. Wie üblich kam sie in beiden Spielen zum Einsatz, musste nach dem Ausfall von Belen Gettwart während des Vorrundenspiels gegen Norwegen zudem zusätzliche Verantwortung übernehmen. Mit 102 erzielten Punkten war Möllmann überdies die beste Torschützin des Turniers, hatte dabei zehn Punkte mehr als die Norwegerin Martine Welfler und die 12 Punkte mehr als die US-Amerikanerin Christine Mansour, die drei Wochen zuvor noch die beste Torschützin der WM war, erzielt. Mit neun gab sie zudem die fünftmeisten Torvorlagen. Nicht nur als beste Torschützin, sondern auch als zur besten Rechtsaußen gewählten Spielerin gehörte sie dem All-Star-Team des Turniers an. Überdies wurde Möllmann zur besten Spielerin (MVP) gekürt. Sie erhielt dafür das Silberne Lorbeerblatt.

### Vereinsebene

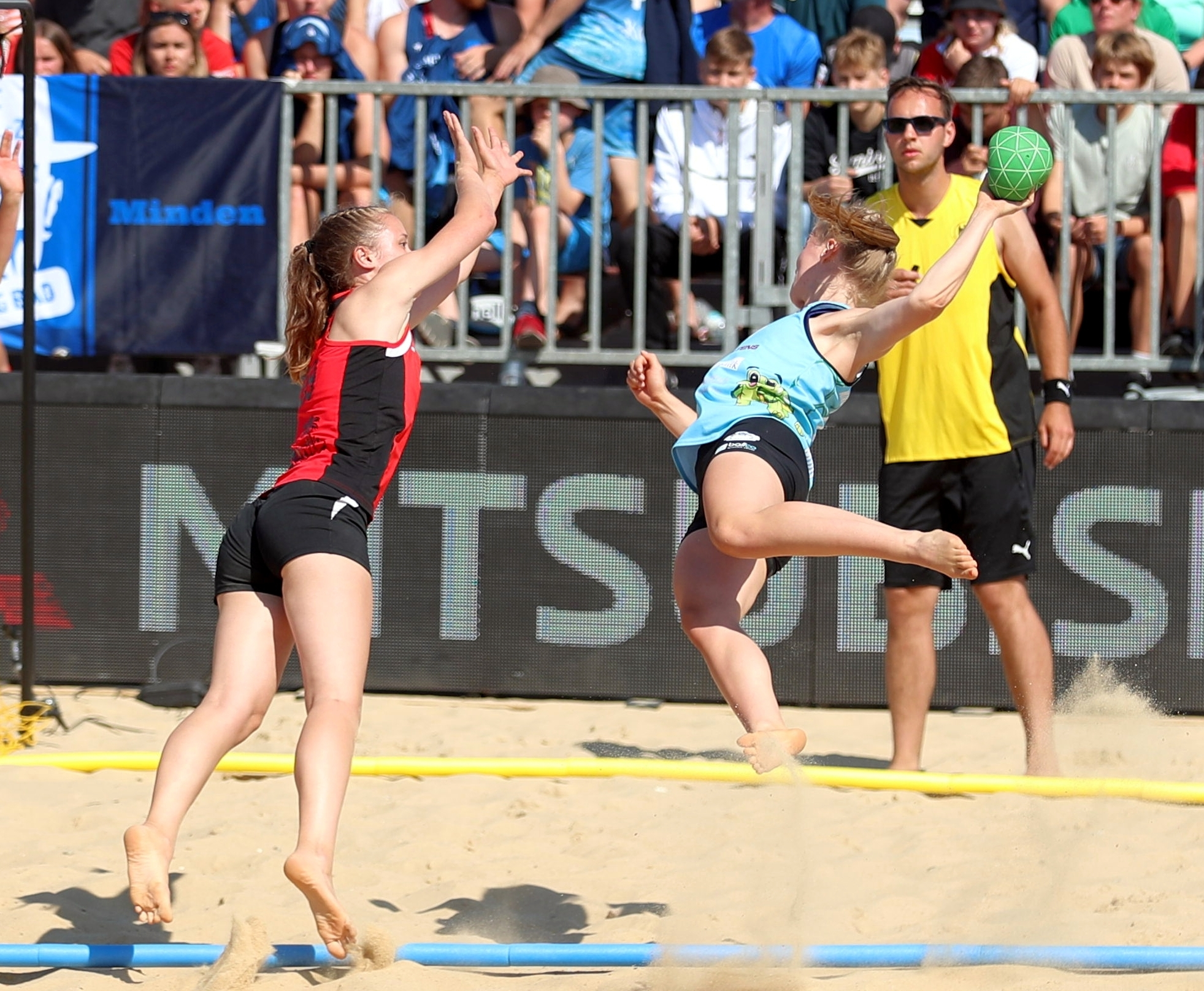
Möllmann (recht, beim Torwurf) im DM-Finale 2022

Auf Vereinsebene spielte Möllmann zunächst von 2014 bis 2019 für die Beach Chiller Oldenburg, seitdem für die Minga Turtles aus Ismaning. Mit der Mannschaft gewann sie 2021 die Deutsche Meisterschaft und 2022 die Vizemeisterschaft. Nach dem größten Erfolg in der Vereinsgeschichte folgte der erste Auftritt auf internationaler Bühne beim Champions Cup 2021 in Palermo, bei dem Möllmann mit ihrer Mannschaft den dritten Rang belegte.

## Erfolge
| Nationalmannschaft World Games - 2022: Weltmeisterschaften - 2022: Europameisterschaften - 2021: Canaren-Cup - 2021: Junioren-Europameisterschaften - 2016: 6. - 2017: - 2018: | Verein Canaren-Cup - 2021: Deutsche Meisterschaften - 2021: - 2022: | Individuell - Allstar-Team – beste Spielerin (MVP): World Games 2022 - Allstar-Team – beste Rechtsaußen: WM 2022; World Games 2022 - Allstar-Team – beste Torschützin: World Games 2022 |